# Conseil cantonal de Zurich
Législature 2023-2027
Hôtel de ville de Zurich (de)
Le Conseil cantonal de Zurich (en allemand : Zürcher Kantonsrat) est le parlement cantonal du canton suisse de Zurich.

## Histoire
Le Conseil cantonal, alors appelé Grand Conseil (Grosser Rat), voit le jour en 1803 avec l'Acte de Médiation. Il est élu au système majoritaire et seuls les hommes aisés du canton peuvent y siéger. En 1831, la nouvelle constitution supprime le critère de l'aisance financière pour l'élection.
Avec la constitution de 1869, le Grand Conseil change de nom et devient le Conseil cantonal (Kantonsrat). Il perd à cette occasion le pouvoir d'élire le Conseil d'État, désormais directement élu par le peuple. À partir de 1916, le Conseil cantonal est élu au système proportionnel.
En 1934, le nombre de députés est fixé à 180 après avoir culminé à 243 en 1901 en raison de l'augmentation de la population.
En 1971, année de l'introduction du droit de vote des femmes au niveau cantonal, deux femmes sont élues pour la première fois au Conseil cantonal. En 1985-86, celui-ci est présidé pour la première fois par une femme, Gertrud Erismann-Peyer.

## Composition et élection
Le Conseil cantonal est composé de 180 membres, élus pour quatre ans au scrutin proportionnel.
Les arrondissements électoraux, actuellement au nombre de dix-huit (douze districts, le district de Zurich étant divisé en six arrondissements et la ville de Winterthour formant un arrondissement autonome), sont définis au paragraphe 86 de la loi cantonale sur les droits politiques.
Depuis 2005, les sièges sont attribués selon la méthode de répartition biproportionnelle.
Les dernières élections ont eu lieu le 12 février 2023. Le parlement reste de justesse à majorité de centre-gauche avec 91 sièges sur 180, contre 94 lors de la législature précédente). Dans le détail, les Verts, grands vainqueurs des élections précédentes, perdent trois sièges, tandis que Le Centre en gagne trois. L'Union démocratique du centre (UDC), grand perdante des élections précédentes, gagne un siège, tout comme le Parti socialiste et les Vert'libéraux, tandis que le Parti évangélique, La gauche alternative et l'Union démocratique fédérale en perdent un et le Parti libéral-radical reste stable,,.

## Compétences et organisation
La séance constitutive du Conseil cantonal a lieu entre les septième et onzième semaines suivant l'élection.
Le Conseil cantonal siège tous les lundis matin, sauf pendant les vacances d'été et d'automne et pendant les vacances de sport, à l'Hôtel de ville de Zurich.
Il élit chaque année un président, un premier vice-président et un second vice-président parmi ses membres. Le président n'est pas rééligible s'il a exercé la fonction une année entière et il n'est pas éligible à une fonction de vice-président après son mandat.

### Bases légales
- Canton de Zurich. « Constitution du Canton de Zurich » [lire en ligne]